# Mir Ali Tabrizi
Pour les articles homonymes, voir Tabrizi.
Mir Ali Tabrizi (en persan : میرعلی تبریزی), né vers 1340-1360 à Tabriz où il est mort vers 1420, est un calligraphe persan du tournant du XIVe siècle et du XVe siècle à qui est attribué l'invention du style nastaliq cursif dans la calligraphie persane.

## Biographie
Sa vie est méconnue, mais il semble qu'il ait vécu à Tabriz et qu'il ait été poète. La tradition rapporte qu'en voyant des oies aux ailes déployées, il s'en inspira pour calligraphier ses poèmes.